# Richard und Samuel
Das erste Kapitel des Buches Richard und Samuel entstand 1911 als Versuch einer Gemeinschaftsarbeit von Franz Kafka und seinem Freund Max Brod. Der Untertitel lautet „Die erste lange Eisenbahnfahrt (Prag–Zürich)“.

## Entstehung
Es handelt sich um die Beschreibung einer realen Reise beider Freunde. Sie führten jeder ein Reisetagebuch, beschreiben also aus ihrer jeweiligen Sicht die verschiedensten Abfolgen, Gegebenheiten und Befindlichkeiten auf der Reise. Die Zusammenarbeit wurde allerdings von beiden schnell als unbefriedigend empfunden, da sie dabei immer störender ihre große Verschiedenheit spürten. Sie beendeten daher diese Zusammenarbeit nach dem ersten Kapitel. Auf Betreiben von Brod wurde dieses erste Kapitel im Juni 1912 in den Herder-Blättern (entstanden als eine Art jüdische Studentenzeitung des Herausgebers Willy Haas), in der viele namhafte Prager Schriftsteller, darunter Franz Werfel und Paul Leppin, publizierten, veröffentlicht.
Richard und Samuel ist unter den zu Kafkas Lebzeiten publizierten Werken das wohl unbekannteste und wurde bisher eher selten interpretiert.
Es sind zwei Textpassagen des Werkes erhalten. Eine davon, Kafkas "Skizze zur Einleitung für Richard und Samuel", befand sich seit 1983 in Schweizer Privatbesitz und wurde 2018 in Hamburg versteigert.

## Inhalt
Einleitend werden zwei fiktive Personen, nämlich Richard und Samuel, eingeführt und charakterisiert. Gegenstand soll nicht nur die Beschreibung der Zugfahrt vom 26. und 27. August 1911, sondern auch die Betrachtung ihrer Männerfreundschaft sein, wobei zu deren Charakterisierung hier ein euphorisch-schwärmerischer Sprachstil benutzt wird.
Der Leser erlebt dann die Beschreibung der verschiedenen Begebenheiten im Zug. Richard beginnt mit Überlegungen zum geeigneten Notizbuch für die Reise. Samuel registriert einen vorüberfahrenden Zug mit koketten Bäuerinnen. Richard gefällt daraufhin nicht die Art, wie Samuel sich mit ihnen vertraulich macht. Ein Mädchen kommt ins Abteil, eine Dora Lippert, die übermütig lossprudelt und viele Dinge von sich preisgibt, u. a. dass sie in einem technischen Büro mit lauter Männern arbeitet und dort viel Spaß hat. Richard bewundert sie zwar, weil sie so tatkräftig und musikalisch ist, aber eigentlich sieht er nur ihre Blutarmut und versucht ihr mit missionarischem Eifer darzulegen, dass hier nur eine naturgemäße Behandlung angeraten sei.
Die beiden Protagonisten gehen mit dem Mädchen in den Speisewagen und sind schon recht vertraut mit ihr. Samuel bedrängt sie, bei einem kurzen Aufenthalt in München mit einem Taxi eine kleine Stadtrundfahrt zu machen. Das Mädchen sträubt sich erst, kommt dann doch mit. Richard muss dabei an einen damals aktuellen Film Die weiße Sklavin denken, in dem an einem Bahnhof zwei Männer einem unschuldigen Mädchen auflauern und es verschleppen. Sie kommen rechtzeitig zum Bahnhof zurück und setzen dann Dora in ihren Zug nach Innsbruck.
Samuel offenbart in seinem Part, dass er wohl mit Dora gern in München eine Nacht Zwischenstation gemacht hätte, dies aber Richard nicht begreiflich machen konnte. So ist er mit Richard recht unzufrieden.
Einen großen Teil nimmt dann Richards Beschreibung seines Schlafens im Zug ein; er ist ein Mensch, der normalerweise Schlafstörungen hat, hier im Zug schläft er aber erstaunlich gut.
Auf Anregung von Samuel werden noch verschiedene Ansichten der Schweiz bewundert.
Mit Richards Überlegung, dass ihm der Freund als Gesellschaft letztlich doch nicht genügt, endet das Kapitel. Er erkennt, dass er sehnsüchtig an jene Dora denkt und die tägliche Gemeinschaft mit einem anderen Mann in seiner körperlichen Erscheinung ihm emotional nicht gerecht werden kann.
Das Versprechen „(Fortsetzung folgt)“ am Ende des ersten Kapitels wird nicht eingelöst.

## Form
Die Einleitungssequenz und der abschließende Passus – Richards letzte Ausführung – beschäftigen sich jeweils mit der Sicht auf die Freundschaft beider Männer. Die Einleitung ist dabei hoffnungsvoll euphorisch, das Ende dagegen ernüchtert.
Dazwischen liegen die sehr divergierenden Aussagen der Freunde zu den jeweils selben Ereignissen. Aus dem Text ist allerdings nicht erkennbar, welcher Part Max Brod und welcher Kafka zuzuordnen ist. Anfangs ist noch klar, dass sie sich auf gleiche Vorkommnisse beziehen. Im Verlauf des Romankapitels verschwinden diese Bezüge immer mehr. Jeder ist eher für lange Passagen nur in seiner eigenen Welt. Auffallend ist, dass die betrachtete Welt für Samuel außen liegt, Richard aber spiegelt vor allem sein eigenes Inneres.

## Textanalyse
Die einleitende Beschreibung der beiden Protagonisten lässt keine direkten Rückschlüsse darauf zu, welcher Dichter durch welchen der zwei Reisenden spricht. Die Tagebuchaufzeichnungen lassen aber darauf schließen, dass der introvertierte Richard Kafka und der Verführer Samuel Brod darstellt.
Anfangs wird die Bedeutung der Männerfreundschaft an sich und speziell für das literarische Vorhaben beschworen. Kaum beginnen jedoch die gemeinsamen Aufzeichnungen, entspinnt sich – halb offen, halb verdeckt – eine gewisse Missgunst und Nörgelei von beiden Seiten, die sich durch das ganze Kapitel zieht und mit dem Schluss in einem ratlosen Unbehagen endet.
Vorherrschend bleibt der voyeuristische Blick zweier Junggesellen. Aber Samuel ist wesentlich mehr nach außen gerichtet, er kommentiert die Begebenheiten, die die Zugfahrt bietet. Er nimmt beherzt Kontakt zur Damenwelt auf und hat damit auch teilweise Erfolg. Richards Gedanken kreisen um die eigene Person, um vielfältige penible Bedenken. Eindeutig auf Kafkas Stil verweisen die Partien, in denen der fließende Übergang vom Schlaf- zum Wachstadium beschrieben wird („was ich sehe, ist mit dem nachlässigen Gedächtnis des Träumenden erfasst“).

## Zitat
- „Die vielen Nuancen, deren Freundschaftsbeziehungen zwischen Männern fähig sind, darzustellen und zugleich die bereisten Länder durch eine widerspruchsvolle Doppelbeleuchtung in ihrer Frische und Bedeutung sehn zu lassen, wie sie oft mit Unrecht nur exotischen Gegenden zugeschrieben werden: ist der Sinn dieses Buches“.

## Selbstzeugnis
- Kafka zu Brod: „Für Richard und Samuel hast du immer eine Vorliebe gehabt, ich weiß. Es waren wunderbare Zeiten, warum muss es gute Literatur gewesen sein?“[10].

## Ausgaben
- Franz Kafka: Drucke zu Lebzeiten. Herausgegeben von Wolf Kittler, Hans-Gerd Koch und Gerhard Neumann. Fischer Verlag, Frankfurt/Main 1996, S. 419–440.
- Sascha Michel (Hrsg.): Unterwegs mit Franz Kafka. S. Fischer Verlag, Frankfurt/Main 2010, ISBN 978-3-596-90270-5.

## Sekundärliteratur
- Peter-André Alt: Franz Kafka: Der ewige Sohn. Eine Biographie. C.H. Beck, München, 2005, ISBN 3-406-53441-4.
- Ronald Perlwitz: Richard und Samuel. In: Manfred Engel, Bernd Auerochs (Hrsg.): Kafka-Handbuch. Leben – Werk – Wirkung. Metzler, Stuttgart, Weimar 2010, ISBN 978-3-476-02167-0, S. 130–133.
- Reiner Stach: Kafka. Die Jahre der Entscheidungen. S. Fischer Verlag, Frankfurt/Main, 2004, ISBN 3-596-16187-8 S.
- Joachim Unseld: Franz Kafka. Ein Schriftstellerleben. Carl Hanser Verlag, München, 1982, ISBN 3-446-13568-5 Ln.
- Hans Dieter Zimmermann: Kafka für Fortgeschrittene. C.H. Beck, München, 2004, ISBN 3-406-51083-3.